# Yoania
Yoania – rodzaj roślin z rodziny storczykowatych (Orchidaceae). Kłącza rozgałęzione, pędy zwykle bezlistne – niektóre gatunki rozwijają zredukowane liście. Kwiatostany mięsiste, z licznymi przysadkami. Kwiaty fioletowo-różowe do żółtych. Płatki rozpostarte i owalne. Warżka podłużna, wklęsła, posiadająca wystającą ostrogę. Prętosłup spłaszczony i podwinięty. Pollinarium z czterema pyłkowinami.
Rośliny z tego rodzaju występują w lasach oraz na trawiastych zboczach w Japonii, w chińskiej prowincji Fujian, na Tajwanie oraz w Himalajach.

## Systematyka
Rodzaj sklasyfikowany do plemienia Calypsoeae, podrodzina epidendronowe (Epidendroideae), rodzina storczykowate (Orchidaceae), rząd szparagowce (Asparagales) w obrębie roślin jednoliściennych.
Wykaz gatunków
- Yoania amagiensis Nakai & F.Maek.
- Yoania flava K.Inoue & T.Yukawa
- Yoania japonica Maxim.
- Yoania pingbianensis (Z.J.Liu, G.Q.Zhang & M.He Li) T.Yukawa & Freudenst.
- Yoania prainii King & Pantl.